# Herencia de amor
Herencia de amor fue una telenovela argentina emitida en 2009 por Telefe, y producida por L.C Acción Producciones. Fue un remake de la telenovela homónima de 1981, escrita por Vito de Martini, y fue adaptada por Enrique Estevanez.
Protagonizada por Sebastián Estevanez y Luz Cipriota, coprotagonizada por Roly Serrano, Adriana Salonia, Manuela Pal, Ximena Fassi, Irene Almus, Sol Estevanez y Emilio Bardi, y antagonizada por Diego Olivera, Natalia Lobo, Mónica Ayos y los primeros actores Antonio Grimau y Nora Cárpena. También contó con las actuaciones especiales de Martín Seefeld, Raúl Lavié, y las primeras actrices Thelma Biral y Luisina Brando.
Su primera emisión midió 14,7 (con picos de 17) y tuvo un promedio de 9,3 puntos. También fue emitido por Telefe Internacional.

## Argumento
La historia se basa en una familia con demasiados secretos, odio y dinero ocultos en un solo lugar, una estancia. Desde muy pequeños, Lautaro (Diego Olivera) vivió con su padre en la estancia ubicada en Santa Victoria. Allí estaba de peón Pedro (Sebastián Estevanez) con quien cuando era pequeño jugaba con Lautaro. Ambos fueron creciendo y el odio de Lautaro hacia Pedro fue demasiado ya que su padre quería más a Pedro que a él. Cuando Lautaro trajo a su novia, Morena (Natalia Lobo), las cosas nunca volvieron a ser las mismas. Morena empezó a salir con su padre y Lautaro en venganza se fue del lugar, haciendo que su padre dejara de pensar que él fuera su hijo. Nuevamente la historia los vuelve a unir cuando Lautaro llega con Verónica (Luz Cipriota) su nueva novia, a la estancia del padre. Allí, tendrán un accidente y es donde Veronica conocerá a Pedro. Este los guía a la estancia donde al llegar Lautaro se entera de que su padre se irá a casar con Morena. Decide irse sin antes dejarle todo su odio a su padre, pero se arrepiente cuando ve a Morena caminando al altar y recuerda su amor por ella, llega hasta el lugar donde empieza a agitar a su padre tirándole en su cara todo el odio que sentía por haberse robado a la que era el amor de su vida. Finalmente, su padre recibe un ataque al corazón y muere. De esta forma se desata, la avaricia y la codicia de parte de todos. Lautaro, Morena, e incluso su madre Mercedes (Nora Cárpena), comienzan la lucha por la herencia dejando también en el lugar demasiados secretos. Pero su padre deja un gran desconcierto al darle toda la herencia a Dora (Thelma Biral), para que ella administre sus bienes de manera que nadie pueda cobrar hasta que no sean una familia plena tal y como él quería.
Pasaron 15 meses. El amor que unió a Pedro y a Verónica se desvaneció luego de la pérdida del bebé con el que tanto soñaron. Ella se sintió culpable por no haber escuchado las recomendaciones de su médico y continuar con su trabajo en lugar de guardar reposo. Esta culpa la llevó a alejarse de Pedro y él se lo permitió.  Verónica marchó hacia Buenos Aires y Pedro se quedó trabajando solo en la estancia. Soledad interrumpida con la llegada de Ángela (Silvia Baylé), una antigua amiga de Dora, su madre sustituta, que volvió al pueblo en compañía de su hijo Juan (Matías Santoiani). Ángela hoy vive en la estancia junto a Pedro y se convirtió en su ama de llaves, en su amiga y consejera. Su hijo Juan, un muchacho analfabeto pero muy trabajador, ha conseguido trabajo en un campo vecino. Ese campo es propiedad de Andrés (Raúl Taibo), un hombre que vive en Buenos Aires junto a su bella y joven esposa Julia (Mónica Antonópulos) con quien tiene un pequeño hijo, Valentino. Andrés está gravemente enfermo y le pide a Julia que lo lleve a morir al campo. Julia cumple la voluntad de Andrés, y así llegan a Santa Victoria. Ya instalados en la casa de campo, Andrés le pide un favor a Pedro: que al morir ayude a su mujer a administrar sus tierras. Julia es chef y dueña de un restaurante en Buenos Aires, y deambulando por el pueblo verá el restaurante cerrado y venido a menos que dejó Eugenio (Hernán Piquín). Julia le pide a su incondicional amiga Rita (María Carámbula) que la acompañe para que juntas emprendan la tarea de reflotar el restaurante. Rita quedará encantada con la vida de pueblo y se enamorará de un hombre, en apariencia inalcanzable: el padre Miguel, que ha retomado sus hábitos como cura. Mientras tanto en Buenos Aires, Verónica ha logrado rehacer su vida. Siguió adelante con su fundación donde conoció a Franco (Diego Ramos), un médico de vocación solidaria. Lo de ellos fue amor a primera vista. Franco es hermano de Rita, la amiga de Julia. Y es a través de este parentesco que se producirá el regreso de Verónica a Santa Victoria. Al padre Miguel lo mata Lautaro acuchillándolo y crucificándolo, para obligar a Morena a quedarse junto a él. A la Estancia llega un socio del nuevo y millonario negocio de Lautaro Ledesma, el espera un hombre de negocios y en su lugar llega Elena Cervero, una pérfida mujer que seencargará de manejar ela turbia negociación de las aguas de Santa Victoria e intentará apoderarse de todo. En su lucha con Lautaro se enamora y muestra su lado débil, su esterilidad, robando a Catalina, la beba que adoptó Verónica y queriéndo apoderarse de ella comprándola a su padre biológico.
Mientras tanto, es rescatada su hermana gemela María, opuesta a Elena, buena y dulce del encierro de años en un neuropsiquiátrico donde Elena la encerró por envidia. La lucha entre el bien y el mal entre las hermanas, mas la ambición, el poder y el amor por Ledesma, complicarán las cosas en Santa victoria. Lautaro muere producto de una pelea con Pedro. Mercedes se sucida por morir su hijo. Julia se va a Buenos Aires y Pedro vive con Veronica en la estancia luego de lo sucedido y ahí termina esta historia.

## Personajes
- Sebastián Estevanez - Pedro Sosa / Pedro Ledesma
- Luz Cipriota - Verónica Cabañas
- Natalia Lobo - Morena Alonso
- Diego Olivera - Lautaro Ledesma (+)
- Manuela Pal - Susi Reyes (+)
- Nora Cárpena - Mercedes Otamendi (+)
- Antonio Grimau - Tomás Garmendia
- Raúl Lavié - Mariano Quesada
- Martín Seefeld - Padre Miguel (+)
- Ximena Fassi - Laura (+)
- Roly Serrano - Amilcar Reyes
- Adriana Salonia - Mara
- Nicolás Mele - Medina
- Pablo Comelli - Chirola
- Sol Estevanez - Belén Reyes
- Irene Almus - Esther Ferreyra de Reyes
- Micaela Brusco - Luli
- Humberto Serrano - Augusto Ledesma (+)
- Capitán Chapita Boettner - Leonardo Sosa
- Hernán Piquín - Eugenio
- Betina O'Connell - Lorendana Vitti
- Guadalupe Martínez Uría
- Thelma Biral - Dora Sosa (+)
- Luisina Brando - Teresa Sosa
- Valeria Britos - Claudia
- Juan West - Juan Molina
- Emilio Bardi - José Saravia
- Fernando Caride - Cura
- Gabriela Vaca Guzmán
- Francisco Andrade - Ezequiel Alonso
- Paula Brasca - Marilen
- Alejandro Gatti - Alejandro
- Miriam Lanzoni - Erika
- Henry Jeannerot - Héctor
- Lionel Campoy - Hernán Bustamante (+)
- Alfredo Castellani - Comisario Basualdo

## Personajes nuevos (relanzamiento de la novela)

### Argumento
Pasaron 15 meses. El amor que unió a Pedro (Sebastián Estevanez) con Verónica (Luz Cipriota) se desvaneció luego de la pérdida del bebé con el que tanto soñaron. Ella se sintió culpable por no haber escuchado las recomendaciones de su médico y continuar con su trabajo en lugar de guardar reposo. Esta culpa la llevó a alejarse de Pedro, y él se lo permitió. 
Verónica marchó hacia Buenos Aires y Pedro se quedó trabajando solo en la estancia. Soledad interrumpida con la llegada de Ángela (Silvia Baylé), una antigua amiga de Dora, su madre sustituta, que volvió al pueblo en compañía de su hijo Juan (Matías Santoiani).
Ángela hoy vive en la estancia junto a Pedro y se convirtió en su ama de llaves, en su amiga y consejera. Su hijo Juan, un muchacho analfabeta pero muy trabajador, ha conseguido trabajo en un campo vecino.
Ese campo es propiedad de Andrés (Raúl Taibo), un hombre que vive en Buenos Aires junto a su bella y joven esposa Julia (Mónica Antonópulos) con quien tiene un pequeño hijo, Valentino.
Andrés está gravemente enfermo y le pide a Julia que lo lleve a morir al campo. Julia cumple la voluntad de Andrés, y así llegan a Santa Victoria.
Ya instalados en la casa de campo, Andrés le pide un favor a Pedro: que al morir ayude a su mujer a administrar sus tierras.
Julia es chef y dueña de un restaurante en Buenos Aires, y deambulando por el pueblo verá el restaurante cerrado y venido a menos que dejó Eugenio (Hernán Piquín).
Julia le pide a su incondicional amiga Rita (María Carámbula) que la acompañe para que juntas emprendan la tarea de reflotar el restaurante.
Rita quedará encantada con la vida de pueblo y se enamorará de un hombre, en apariencia inalcanzable: el padre Miguel (Martín Seefeld), que ha retomado sus hábitos como cura.
Mientras tanto en Buenos Aires, Verónica ha logrado rehacer su vida. Siguió adelante con su fundación donde conoció a Franco (Diego Ramos), un médico de vocación solidaria. Lo de ellos fue amor a primera vista.
Franco es hermano de Rita, la amiga de Julia. Y es a través de este parentesco que se producirá el regreso de Verónica a Santa Victoria. Al padre Miguel lo mata Lautaro acuchillándolo y crucificándolo, para obligar a Morena a quedarse junto a él. A la Estancia llega un socio del nuevo y millonario negocio de Lautaro Ledesma, el espera un hombre de negocios,y en su lugar llega Elena Cervero, una pérfida mujer que se encargará de manejar ela turbia negociación de las aguas de Santa Victoria,e intentará apoderarse de todo.En su lucha con Lautaro se enamora y muestra su lado débil, su esterilidad, robando a Catalina, la beba que adoptó Verónica y queriendo apoderarse de ella comprándola a su padre biológico.
Mientras tanto, es rescatada su hermana gemela (María), opuesta a Elena, buena y dulce, del encierro de años en un psiquiátrico donde Elena la encerró por envidia.
La lucha entre el bien y el mal entre las hermanas, mas la ambición, el poder y el amor por Ledesma, complicarán las cosas en Santa victoria. Lautaro muere producto de una pelea con Pedro.Mercedes (Nora Carpená) se suicida por morir su hijo. Julia se va a Buenos Aires,y Pedro vive con Verónica en la estancia luego de lo sucedido y ahí termina esta historia.

### Lista de personajes nuevos
- Raúl Taibo - Andrés (†)
- Diego Ramos - Franco
- Mónica Antonópulos - Julia
- Eric Gysel - Valentino
- Matias Santoianni - Juan
- Silvia Baylé - Ángela
- María Carámbula - Rita
- Arturo Bonin - Gregorio
- Mónica Ayos - María Elena Cervero / María Angélica Cervero (†)
- Adrián Navarro - Nacho
- Giselle Bonaffino - Brenda
- Miguel Habud - Joaquín
- Juan Ignacio Machado
- Luciano Cazaux
- Ximena Capristo - Mónica Saldaño
- Claudio Santorelli
- Guillermo Marcos

## Premios y nominaciones
| Fecha de la Ceremonia | Premio             | Categoría                        | Ganadores y nominados | Resultado |
| --------------------- | ------------------ | -------------------------------- | --------------------- | --------- |
| 2 de mayo de 2010     | Martín Fierro 2009 | Mejor Actor de Reparto en Drama  | Antonio Grimau        | Ganó      |
| 2 de mayo de 2010     | Martín Fierro 2009 | Mejor Actriz de Reparto en Drama | Thelma Biral          | Nominado  |
| 22 de mayo de 2011    | Martín Fierro 2010 | Mejor Actriz de Reparto          | Mónica Antonópulos    | Nominado  |

## Versiones
- Herencia de amor: Producida por ATC en 1981, protagonizada por María de los Ángeles Medrano y Pablo Alarcón.
- Quererlo todo: Producida por Televisa en 2020, protagonizada por Michelle Renaud y Danilo Carrera, junto con Sara Corrales, Scarlet Gruber y Víctor González.

| Predecesor: Don Juan y su bella dama | Herencia de amor 27 de abril de 2009 - 11 de junio de 2010 | Sucesor: Secretos de amor |